# Соболь, Илья Меерович
Илья́ Ме́ерович Со́боль (род. 15 августа 1926) — советский и российский математик. Научный сотрудник Института прикладной математики имени М. В. Келдыша.

## Биография
Окончил механико-математический факультет МГУ.
В 1950 году поступил на работу в Лабораторию № 8 Геофизической комплексной экспедиции, возглавляемую А. Н. Тихоновым.
Сотрудник отдела № 3 Института прикладной математики.

## Научная деятельность
Ввёл в практику метода Монте-Карло использование квазислучайных последовательностей (метод квази-Монте-Карло). Разработал класс последовательностей многомерных точек (ЛПτ-последовательности), равномерное распределение которых асимптотически оптимально (в англоязычной литературе ЛПτ-последовательности известны как Sobol sequences). Функции для генерации данных последовательностей в настоящее время можно найти во многих библиотеках и системах научных расчётов (например, GNU Scientific Library, Matlab, Intel MKL), a также в рендер-движках (например, Cycles)

## Основные труды
Журнальные статьи:
| 1976 | Uniformly distributed sequences with an additional uniform property // USSR Computational Mathematics and Mathematical Physics. — Т. 16, вып. 5. — С. 236-242.          |
| 2001 | Global sensitivity indices for nonlinear mathematical models and their Monte Carlo estimates // Mathematics and computers in simulation. — Т. 55, вып. 1. — С. 271-280. |
| 2003 | Theorems and examples on high dimensional model representation // Reliability Engineering & System Safety. — Т. 79, вып. 2. — С. 187-193.                               |

Книги:
| 1973 | Численные методы Монте-Карло. — М.: Наука. |